# Mapusa
Mapusa (konkani :  म्हापसा - marathi : म्हापसा) qui peut s'écrire également Mapuca, Mhapsa ou Mapsa est une ville de l'État de Goa en Inde, chef-lieu du tehsil de Bardez. À l'époque de la colonisation portugaise, la ville s'appelait Mapuçá.

## Géographie
Mapusa se situe à 13 km au nord de la capitale, Panaji, sur l'autoroute principale NH-17, reliant Bombay à Trivandrum.
Mapusa jouit d'un climat tropical avec des températures situées entre un maximum de 37 °C en été avec un taux élevé d'humidité et un minimum de 21 °C en hiver.

## Économie
Mapusa est située à proximité de l'un des principaux centres du tourisme goanais, les plages de Goa Nord. Cette proximité en fait un lieu touristique pendant la période d'octobre à janvier.
Mapusa voit son activité s'accroître considérablement le vendredi, jour traditionnel de marché. Les habitants des villes et villages alentour s'y rendent alors pour vendre leurs produits. Ce marché propose beaucoup de produits locaux (contrairement à ceux qui proposent des articles pour les touristes) et est spécialisée tant dans les produits agricoles, que les légumes, les fruits locaux, les épices, les vêtements ou les plantes (principalement pendant la durée de la saison de plantation de la mousson).

## Démographie
Selon le recensement de 2001, Mapusa a une population de 40 122 personnes. Les hommes constituent 52 % de la population pour 48 % de femmes. Mapusa a un taux d'alphabétisation de 76 %, supérieur à la moyenne nationale (59,5 %) : l'alphabétisation masculine s'établit à 80 %, et l'alphabétisation féminine 73 %. 11 % de la population est âgée de moins de 6 ans.

## Lieux et monuments
On trouve à Mapusa quelques établissements scolaires de bon niveau, notamment la St. Mary's Convent High School, le St. Brittos, la New Goa High School et le St. Xavier's College.

## Galerie

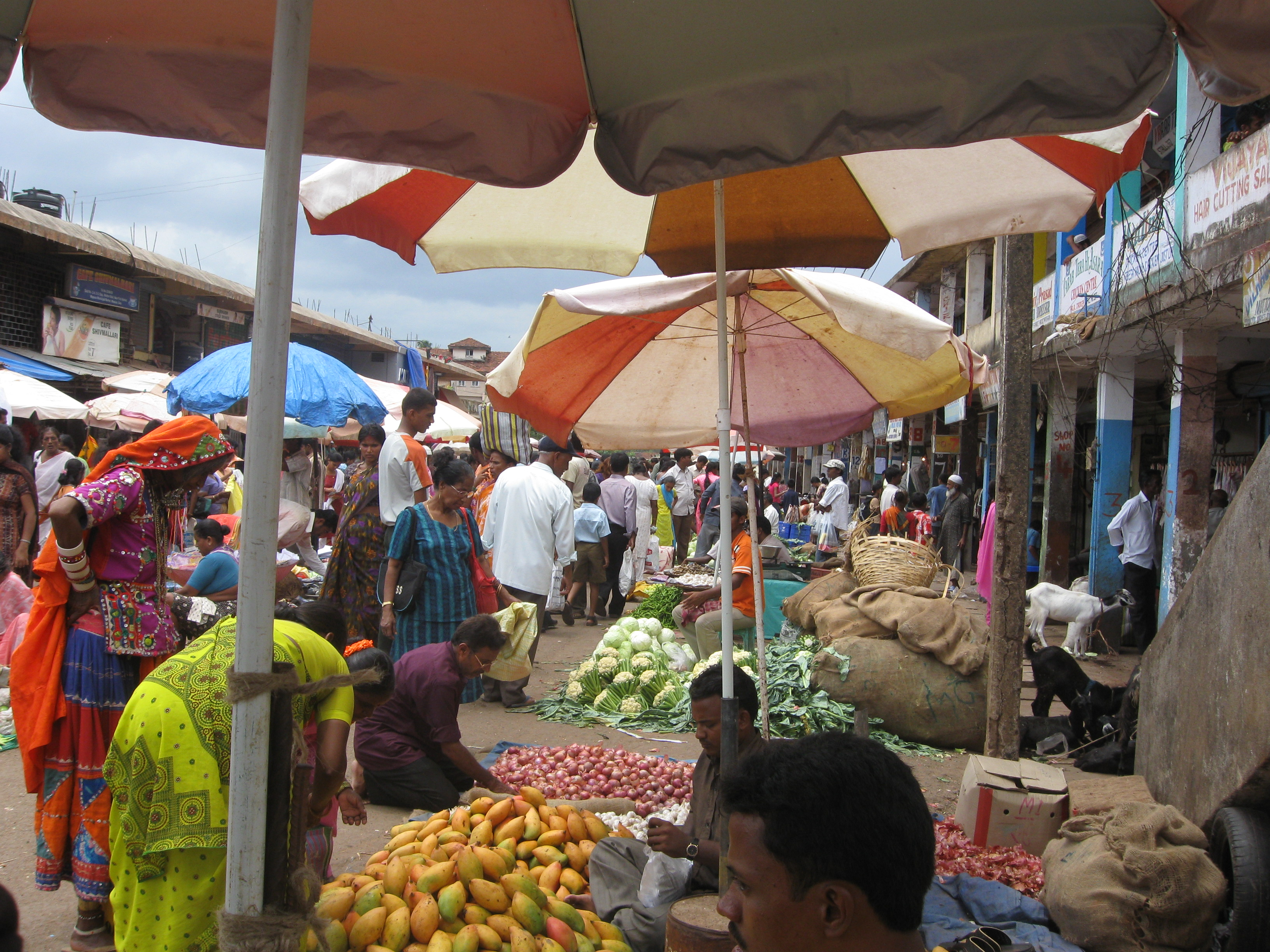
Le marché de Mapusa
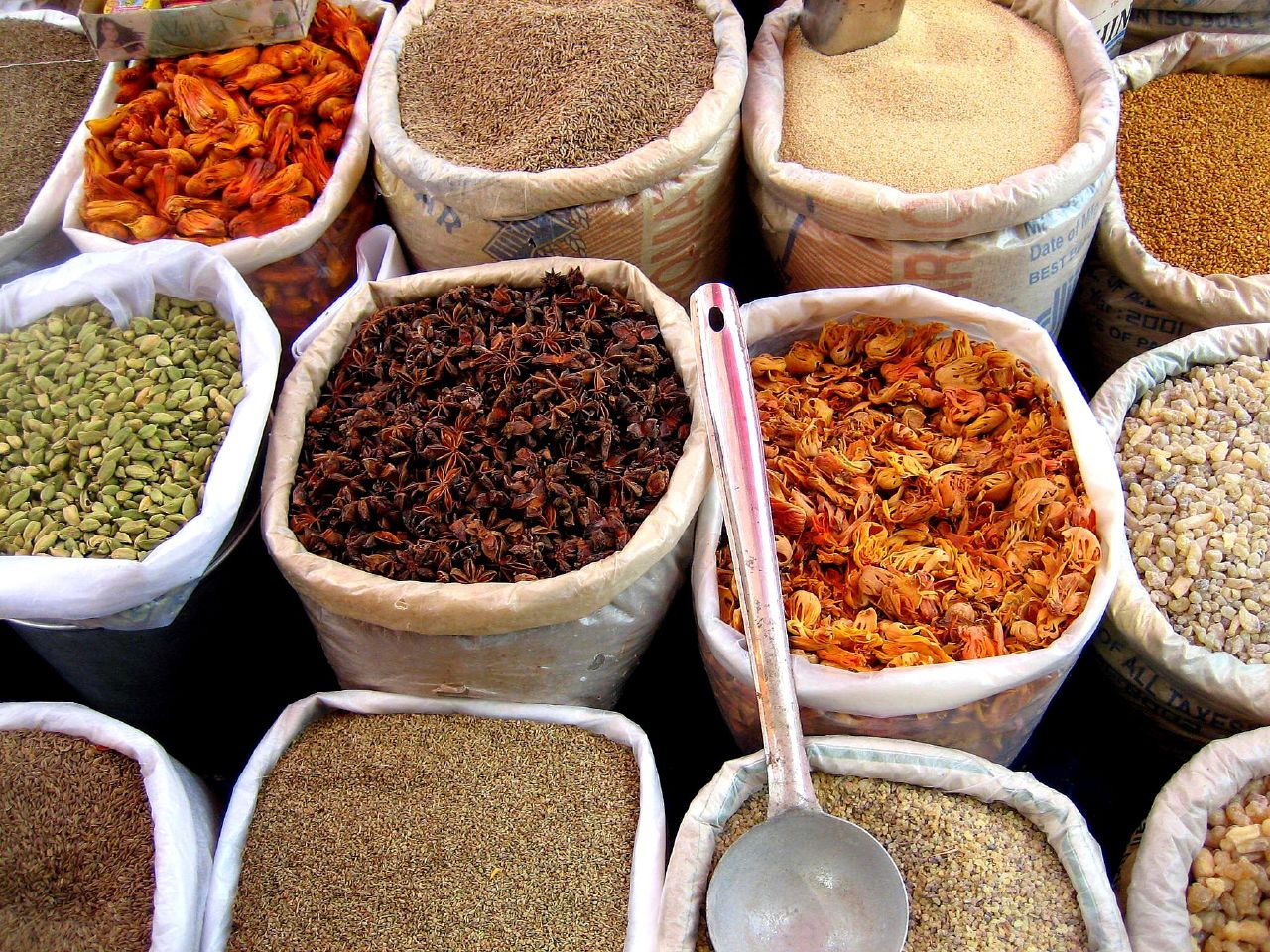
Épices sur le marché de Mapusa